# Еверт Гортер
Еверт Гортер (нід. Evert Gorter; 19 лютого 1881, Утрехт — 17 лютого 1954, Лейден) — нідерландський педіатр, біохімік, науковець і громадський діяч. Один із піонерів сучасної педіатрії в Нідерландах і дослідник клітинних мембран.

## Біографія
У 1899 році розпочав медичне навчання в Лейденському університеті. У 1905 році продовжив навчання в Пастерівському інституті та дитячій лікарні Hôpital des Enfants Malades у Парижі, де сформувалася його зацікавленість у розвитку педіатрії як окремої медичної дисципліни.
У 1908 став приват-доцентом дитячих захворювань у Лейдені. У 1915 році сприяв відкриттю окремої педіатричної клініки при академічній лікарні. У 1917 став першим лектором, а в 1923 — першим професором педіатрії в Лейдені.

## Наукова діяльність
У 1925 році разом із хіміком Франсуа Ґренделем опублікував роботу в журналі Journal of Experimental Medicine, у якій вперше висловив гіпотезу про існування бішару ліпідів у клітинних мембранах. Хоча пізніше дослідники виявили деякі технічні похибки в їхньому експерименті, висновок про бішарову структуру був підтверджений і визнаний революційним.

## Педіатрія і соціальна медицина
Гортер надавав великого значення впливу соціального середовища на здоров'я дітей. У 1917 році ініціював створення відкритої школи в Катвейку-ан-Зеє для дітей із середовища, ураженого туберкульозом. Також був активним у створенні консультаційних центрів для немовлят і боротьбі з дитячою смертністю.

## Організаційна діяльність
У 1929 році заснував Нідерландський інститут профілактичної медицини (нині — TNO Preventie en Gezondheid).
У 1935–1939 роках паралельно з роботою в Лейдені викладав у Гентському університеті, де сприяв розвитку сучасної дитячої клініки. Незважаючи на важку форму ревматоїдного артриту, регулярно подорожував у візку з Лейдена до Гента.

## Міжнародне визнання
У 1927 році призначений членом комісії Ліги Націй з дослідження причин дитячої смертності. Почесний член American Pediatric Society, New York Academy of Medicine; почесний доктор Сорбонни та Гентського університету.

## Переслідування і повернення
У 1942 році, під час Другої світової війни, був засланий німецькою окупаційною владою до Вінсхотена разом із дружиною. Після війни відновив наукову і громадську діяльність.

## Праці
1. Klinische diagnostiek, bacteriologische, serologische en chemische onderzoekingen. 7-е видання у 1954 році. Перше видання — 1915. Співавтор — W.C. de Graaff.
2. De voeding van gezonde en zieke zuigelingen. Восьме переглянуте видання — 1954. Перше видання — 1913.
3. Kindergeneeskunde. 5-е видання — 1948–1950; перше видання — 1918.
4. On bimolecular layers of lipoids on the chromocytes of the blood. // J. Exp. Med. — 1925. — Vol. 41. — P. 439–444. Співавтор — F. Grendel.